# 蕭文
蕭文（?—?），辽朝外戚，字国华，安州防御使萧直善之子。
蕭文笃志力学，喜怒不形于色。大康初年，掌秦越国王中丞司事，以才干著称。后来担任知北面贴黄。王邦彦的儿子争荫，几年不能定，有司上奏。辽道宗命萧文处理，立决。皇帝将还宫，承诏阅习仪卫。历任同知奉国军节度使、国舅都监。寿隆末年，知易州，兼西南面安抚使。高阳土沃民富，为官者多贪暴，百姓愁苦。萧文到达后，去旧弊，务农桑，重礼教，民多欢乐。迁唐古部节度使，高阳百姓刻碑颂德。